# Fresison

Diagramme de Venn d'un syllogisme en Fresison.

Fresison (également appelé Fresisom dans la Logique de Port-Royal) est un terme de la logique aristotélicienne désignant un des cinq syllogismes de la quatrième figure des vingt-quatre modes. Il comprend une majeure de type E, une mineure de type I et une conclusion de type O, c'est-à-dire une majeure universelle négative, une mineure particulière affirmative et une conclusion particulière négative.
Un syllogisme en Fresison consiste en une proposition de ce type : P n'est pas S, or quelque F est P, donc quelque F n'est pas S.
Les quatre autres syllogisme de la quatrième figure sont Bamalip, Camenes, Dimatis et Fesapo.

## Exemples de syllogismes en Fresison
1. Aucun violoniste n'est punk ;
2. Or quelques punks sont musiciens ;
3. Quelques musiciens ne sont pas violonistes.

1. Les chiens ne sont pas des oiseaux ;
2. Certains oiseaux servent d'animaux de compagnie ;
3. Certains animaux de compagnie ne sont pas des chiens.

1. « Nul malheureux n'est content ;
2. Il y a des personnes contentes qui sont pauvres ;
3. Il y a donc des pauvres qui ne sont pas malheureux. »[1]